# Патонов мост (Кијев)
Патонов мост (украјински језик: Міст Патона) је један од мостова преко ријеке Дњепар у Кијеву, главном граду Украјине. Патонов мост је први потпуно заварени мост на свијету и дугачак је 1.543 метра. У пројектовању и изградњи моста директно је учествовао академик Јевгениј Оскарович Патон, по коме је ова грађевина названа.

## Историјат градње моста
Изградња моста на овом дијелу ријеке је започета 1939. године, а прекинута је у септембру 1941. године због повлачења совјетских трупа из Кијева. Међутим, већ почетком 1942. године настављена је градња стубова моста од стране нациста. Изграђени привремени мост добио је име по немачком војсковођи Трећег рајха, генерал-фелдмаршалу Валтеру фон Рајхенауу. Грађевинске радове изводиле су мађарске саперске јединице.. Фон Рајхенауов мост је јасно видљив на фотографијама из ваздуха које је направила Луфтвафе 1943. године. У јесен 1943. године, када су се нацисти повукли, овај мост је срушен.

## Опис Патоновог моста
Мост носача са непрекидним главним гредама и носачима попречног пресјека 58 и 57 м, висине 3,6 м, распона 26, са ослонцима на кесонском темељу. Распонске конструкције се састоје од 264 блока истог типа дужине 29 м, при чијој уградњи је заварено 10.668 м шавова. Ширина коловоза је 21 м, ширина тротоара 3 м. Ради побољшања безбедности саобраћаја, 1968. године постављена је полукрута декоративна и уметничка ограда на мосту Патона (први пут у СССР-у). Извео га је доњецко предузеће „Ремкоммунелектротранс“. Од 1. новембра 1954. до 9. јуна 2004. преко моста је ишла трамвајска пруга.
Улаз на мост са десне обале је украшен пропилејима дорског реда, са лијеве стране су два стуба висине 20 м.
Патонов мост су пројектовали и изградили:
- Украјинска фирма из Кијева назива «Украјински институт за челичну конструкцију В.Н. Шимановски», Кијев,
- Труст Мостобуд број 1, Кијев,
- Институт за електро заваривање Патон и
- Дњепропетровска фабрика металних конструкција названа по И. В. Бабушкину.

## Трамвај на Патоновом мосту
Још почетком 2000-их година, кроз мост је пролазила једна од најважнијих трамвајских линија у Кијеву, повезујући лијеви дио кијевског трамвајског система са десном обалом. Међутим, приликом реконструкције Патоновог моста2004. године, са њега су уклоњене трамвајске шине. То је довело до подјеле кијевског трамваја на двије мреже: лијеву и десну обалу. То је изазвало бројне протесте и прикупљање потписа против укидања трамвајског саобраћаја између обала Дњепра.
После реконструкције, преко Патоновог моста је прошла тролејбуска линија, али она није у стању да превози трамвајски путнички саобраћај.
У 2006. години планирано је и демонтажа трамвајских шина на Насипној магистрали, без којих је немогуће обновити трамвајску везу преко Патоновог моста. Доласком на власт Леонида Черновецког, демонтажа је одложена, а 2008. године градска скупштина је демантовала информације о демонтажи колосјека у овој улици.
Касније су се појавиле информације о плановима за обнову трамваја на Патоновом мосту, али је већ за годину дана најављено да ће трамвајске шине са Трга уговора бити уклоњене, без чега би линија дуж Насипне магистрале постала изолована, а њена вриједност у случају евентуалне рестаурације колосека на Патоновом мосту била би смањена.
Године 2011. затворена је и демонтирана пруга дуж Насипне магистрале на седам година (посљедња дионица је демонтирана почетком октобра 2018. године).
Године 2014. појавила се идеја о трамвајском прстену, што је подразумјевало изградњу пруге преко Подољског моста и рестаурацију пруге преко Патоновог моста.
У октобру 2015. године, саобраћајни инжењер Департмана за архитектуру и урбанизам Виктор Петрук предложио је да се реализује идеја о трамвајском прстену, прво обнављањем пруге кроз Патонски мост. Сличне идеје су се појавиле 2018. године, али изградња пруге кроз Подољски мост више није била предвиђена.
Крајем новембра 2018. регистрована је електронска петиција којом се предлаже обједињавање трамвајске мреже Кијева обнављањем линије преко Патоновог моста.

## Реконструкција Патоновог моста
О потреби реконструкције моста први пут се говорило 1990-их, али у то вријеме за то није било средстава. Године 2008. поново се разговарало о реконструкцији у вези са припремама за Европско првенство у фудбалу 2012. године. Чак је израђен и пројекат према којем је планирано да се скине армиранобетонски премаз и замјени лакшим металним. Због смањења оптерећења, носеће греде ће моћи да издрже 8 саобраћајних трака умјесто 6. Укупна ширина моста ће се повећати са 21 на 38 метара. Међутим, због финансијских проблема, реконструкција је одложена на неодређено време. Године 2020. мост је проглашен за ванредно стање, али ће бити потребно још 2 године да се припреми сва документација. На мосту су због опасности већ затворене 2 крајње траке.

## Инциденти

### Аутобуска несрећа (1967)
Данам 25. априла 1967. године путнички аутобус линије број 41 „Град Бровари – Палата спорта“ пао је са Патоновог моста у ријеку Дњепар.
Аутобус ЛАЗ-695Е, регистарских ознака 93-36 КИГ, кретао се са лијеве обале. За воланом је био 25-годишњи возач Никола Опанасенко.
Отприлике у 15.40 часова, при покушају да престигне камион хладњачу брзином од око 30 км/сат, ударио је у браник трамваја броја 28, рута број 5017, који се кретао у истом смијеру. Усљед тога је аутобус скренуо улијево, прешао мост и, пробивши гвоздену ограду, пао у ријеку са висине од 18 метара.
Након пада у реку, аутобус је потонуо 30 метара од моста на дубини од 11 метара.
Према свједочењу очевидаца и запослених у саобраћајној полицији у то вријеме (нарочито Вјачеслав Богаденко, бивши замјеник начелника Одјељења саобраћајне полиције Министарства унутрашњих послова Украјине), узрок несреће је била непажња возача, који је прекасно примјетио камион испред и покушао да избјегне судар нагло скренувши улијево.
Према архивској евиденцији Аутомобилског предузећа број 7 (АП-7), у удесу је погинуло 27 особа, укључујући возача и кондуктера, а преживело је још 5 особа. Међутим, према сјећањима Петра Шелеста, у несрећи је заправо погинуло 45 људи, преживјело је двоје који су успјели да искоче из аутобуса. Међу погинулима је и чувени кошаркашки тренер екипе СКА, мајстор спорта СССР-а Наполеон Карлович Каракашијан. Уз то, Петро Шелест наводи још један датум трагедије — 24. април. У изворима се појављују и друге бројке погинулих у несрећи: 37 људи, више од 40, 54 особе. Син инспектора аутомобила Миколе Прохоровича Онупка, учесника спасилачке акције, тврди да је из воде спасено 6 људи - 5 жена и један мушкарац, али је овај погинуо већ на обали.
Информације о трагичном догађају биле су скривене од становништва, прве публикације на ову тему појавиле су се у совјетској штампи крајем 1980-их година.
На мјесту порушеног дијела ограде моста неко вријеме је била привремена дрвена ограда.

### Друге незгоде
- Септембра 1960. године камион је пао са моста у Дњепру
- Године 1969. (1970?) године са Патоновог моста у Дњепар је пао сервисни аутобус комбината „Комуниста“.
- Седамдесетих година прошлог вијека, усљед саобраћајне несреће, туристички аутобус „Икарус-лукс” пробио је ограду Патоновог моста и висио предњим точковима преко Дњепра[12]

## Галерија
- Патонов мост, поглед са лијеве обале
- Панорама моста

- Сјеверни пропилије Патоновог моста
- Патонов мост и рејон Березјанки
- Патонов мост на пригодни сребрни новчић «Євген Патон»